# Sluiskiltunnel
De Sluiskiltunnel is een wegtunnel met een autoweg onder het Kanaal Gent-Terneuzen bij het Nederlandse Sluiskil in de provincie Zeeland.

## Ligging
De tunnel ligt ten zuiden van de Sluiskilbrug en verbindt de trajectdelen Westerscheldetunnelweg en Tractaatweg van de N62. De brug blijft in gebruik voor langzaam verkeer, treinverkeer en bestemmingsverkeer. De N61 blijft de brug gebruiken en biedt bij tunnelstremming een alternatief.

## Aanleg
Omdat het gaat om een regionale verbinding is de tunnel aangelegd door de provincie Zeeland, die 100% aandeelhouder is, en niet door de nationale overheid. Hierdoor is de tracéwetprocedure niet van toepassing. Een besluit over het milieueffectrapport (MER) moest wel genomen worden. Op 15 november 2010 werd het contract voor de bouw met de aannemer getekend. De kosten voor de tunnel en overige werken (wegen en viaducten) zouden € 210 miljoen bedragen. Het budget werd niet overschreden. De voorbereidende werken startten in 2011. In 2013 werden de twee tunnelbuizen geboord. Op 19 mei 2015 werd de tunnel door koning Willem-Alexander geopend. Voor het wegverkeer werd de tunnel geopend op 23 mei 2015.
De tunnel is een alternatief voor de draaibrug die N61 en N62 gebundeld over een 1×2 strooks weg bediende. De brug wordt gemiddeld 23 keer per dag geopend waardoor het rijverkeer dagelijks zo'n vijf uur is gestremd. De draaibrug bleef na opening van de tunnel beschikbaar voor lokaal verkeer, vervoer van gevaarlijke stoffen en goederenvervoer op de spoorlijn Gent - Terneuzen.

## Kerngetallen
Het totale tracé van de Sluiskiltunnel heeft, samen met de aansluitingen aan beide oevers, een lengte van zo'n zes kilometer. De tunnel zelf heeft twee geboorde buizen van elk 1.145 meter lengte, die op het diepste punt 34 meter beneden NAP liggen. De maximale helling is 4,5%. De maximale doorrijhoogte is 4,30 meter. De buitendiameter is ongeveer 11 meter, vergelijkbaar met de Westerscheldetunnel. De SonT-verlichting is dezelfde als die in de Westerscheldetunnel.
Bij de aanleg van de tunnel werd rekening gehouden met een toekomstige diepte van 16 meter van het Kanaal Gent-Terneuzen. Deze maatregel vloeit voort uit afspraken die gemaakt zijn tussen de Nederlandse en de Vlaamse overheid. Uitgaande van een kielspeling van 10% kunnen schepen met een maximale diepgang van 14,5 meter over de tunnel varen.